# Tungufoss (Kaldakvísl)
Tungufoss ist ein Wasserfall im Westen Islands.
Der Fluss Kaldakvísl stürzt westlich der Ringstraße vier Meter hinab. Der Wasserfall im nördlichen Teil von Mosfellsbær und ein 1,4 ha großes Gebiet um ihn herum stehen seit 2013 unter Naturschutz.
Neben dem Wasserfall befindet sich ein Betonfundament. Es handelt sich dabei um einen Rest eines kleinen Wasserkraftwerks zur Elektrizitätserzeugung, das ab 1930 zu einem örtlichen Bauernhof gehörte und bis 1958 betrieben wurde.